# Trastorn d'ansietat generalitzada
El trastorn d'ansietat generalitzada (TAG) és un dels trastorns d'ansietat, juntament amb les fòbies específiques, fòbia social, trastorn per estrès postraumàtic, agorafòbia, pànic i trastorn obsessivo-compulsiu.
L'ansietat pot ser considerada una reacció d'alerta normal i en certs casos és necessària. Tot i així, hi ha uns límits dins la normalitat. Així doncs, el TAG es caracteritza per un patró de preocupació, ansietat i persistent respecte una varietat d'esdeveniments o activitats. Pot afectar tant a població adulta com a nens. Per poder fer un diagnòstic els símptomes han de persistir mínim 6 mesos.
Un dels exemples de TAG amb més increment de prevalença entre generacions joves és l'ecoansietat, per bé que encara sense prou definició clínica de la seva simptomatologia ni dades prou clares sobre la seva prevalença i factors.

## Descripció
Com el seu nom indica, aquesta patologia fa referència a una situació en la qual l'individu experimenta ansietat constant o a llarg termini, sense saber la causa. Aquestes persones tenen por d'alguna cosa en concret però al mateix temps són incapaces d'explicar a què tenen por. L'ansietat que experimenten no els permet dur una vida normal. La vida de les persones diagnosticades de TAG es veu afectada com per exemple, presenten dificultat alhora de concentrar-se.
Aquesta forma d'ansietat amb el temps pot arribar a somatitzar-se, és a dir, a produir problemes fisiològics. Les persones que pateixen aquest trastorn d'ansietat poden patir cefalees, mareig, palpitacions cardíaques o insomni.
Les persones diagnosticades d'aquest trastorn són patidores, es preocupen de forma excessiva per diversos factors interns i externs a la seva vida.

## Ansietat normal i ansietat patològica
L'ansietat normal és una resposta, una sensació comuna de l'organisme que sentim i apareix davant d'aquelles situacions que ens creen un sentiment de por o amenaça. Juntament amb aquest sentiment de por s'hi afegeixen tota una sèrie de canvis en l'àmbit fisiològic que preparen l'organisme per defensar-se. Aquests canvis fisiològics són: increment freqüència cardíaca (FC), increment freqüència respiratòria (FR), increment tensió muscular, etc.
Per altra banda, l'ansietat patològica és aquella que es perllonga massa en el temps i que és desproporcionada davant la situació que es presenta. Aquesta es desencadena sense motiu i apareix la fòbia.

## Crisi d'angoixa
La crisi d'angoixa és un estat en el qual es pot trobar la persona definida com un episodi sobtat de por que s'acompanya simultàniament de símptomes fisiològics com mareig, calfreds, increment de la freqüència cardíaca, etc. Aquesta simptomatologia va acompanyada de sentiments com per exemple, por de morir, atac de cor, preocupacions hipocondríaques, etc.
La simptomatologia arriba al seu punt màxim ràpidament, aproximadament dos minuts, i la crisi d'angoixa sol durar menys d'una hora.

## Epidemiologia
El trastorn d'ansietat generalitzat és una afecció comú motiu pel qual qualsevol persona el pot patir. La majoria de les persones que pateixen aquest trastorn diuen que han estat ansioses des que tenen memòria. El TAG és una mica més freqüent en les dones que en els homes. Cal esmentar, que els trastorns d'ansietat són problemes de salut mental comuns avui en dia. Poden afectar tota la població des de nens a adults.
Hi ha tota una sèrie de factors que poden incrementar el risc de patir el TAG.
- Consum i abús de drogues.
- Familiar proper que pateix el trastorn d'ansietat.
- Problemes d'aprenentatge o de memòria.
- Ser dona.
- Tenir 25 anys o menys.
- Condició prolongada com diabetis, depressió, alcoholisme.

Als EUA els trastorns d'ansietat afecten aproximadament a 40 milions de persones, amb edat superior a 18 anys, cada any. Aquests trastorns poden estar associats al consum de drogues o alcohol però no sempre és així.

## Etiologia
Avui en dia, encara no se sap la causa concreta que desencadena un TAG. Tot i així, hi ha tota una sèrie de factors que poden influir i convertir-se en factors predisposants.
Els gens tenen un rol rellevant en el desenvolupament d'un TAG. Moltes persones que són diagnosticades d'aquest trastorn també tenen associats altres trastorns psicològics com depressió o pànic. Tots aquests trastorns es produeixen a causa d'una sèrie de canvis en els processos químics cerebrals, concretament es produeixen variacions amb els nivells de serotonina.
Generalment, l'etiologia d'aquest trastorn és multifactorial i conflueixen factors neurobiològics i psicosocials.

## Simptomatologia
El trastorn d'ansietat generalitzat té tota una sèrie de símptomes comuns entre individus però, val a dir que una individu no ha de presentar tota els símptomes per ser diagnosticar de TAG.
- Dificultats per concentrar-se.
- Problemes per controlar les preocupacions diàries.
- Es preocupen massa per les activitats del dia a dia.
- No poden relaxar-se.
- Insomni.
- Cefalees.
- Mareig.
- Dolors musculars i dolors inexplicables.
- Tics i tremolors.
- Irritabilitat.
- Apatia.[8]

## Tractament
El tractament del TAG té diferents vessants. El tractament no només inclou els fàrmacs sinó que també hi ha d'haver una part de psicoteràpia per donar suport a l'individu. Els fàrmacs tenen la capacitat de reduir l'ansietat però la psicoteràpia és capaç d'ajudar a l'individu a superar la depressió.
Les investigacions han demostrat que la psicoteràpia cognitivo- conductual és efectiva pel tractament del TAG. A més a més, hi ha tota una sèrie de tècniques i activitats que poden afavorir positivament als individus diagnosticats de TAG. Per exemple, tècniques per reduir l'estrès, tècniques de relaxació, tècniques de respiració, meditació, exercici físic, ioga, caminar i bio- retroalimentació per controlar la tensió psíquica i muscular. Un altre factor que s'inclou dins el tractament és l'alimentació. Per exemple, disminució de la quantitat de cafeïna, begudes estimulants, alcohol, etc.

### Farmacologia

#### Ansiolítics
Dins del tractament del TAG s'utilitzen els anomenats ansiolítics o antidepressius. En aquest grup trobem les benzodizapines. Els fàrmacs d'aquest grup actuen de forma immediata reduint tant la durada com la freqüència dels episodis d'ansietat.
Els fàrmacs més utilitzats són: alprazolam, clonazepam, lorazepam i diazepam.
Aquests fàrmacs no es poden utilitzar períodes superiors a un mes perquè, amb el temps, es produeix tolerància respecte al fàrmac i, a conseqüència la necessitat d'incrementar la dosi per aconseguir efecte. El seu ús es recomana quan sigui indispensable per neguit o agitació. La dosi utilitzada ha de ser la més baixa possible i s'ha d'anar disminuint a poc a poc.
Aquests fàrmacs tenen tota una sèrie d'efectes adversos, els quals el pacient ha d'estar informat, aquests són: somnolència, alteracions de la memòria, alteracions de la concentració, etc.
Quan s'inicia un tractament amb ansiolítics cal que el pacient estigui informat dels objectius terapèutics, durada del tractament i possibles efectes secundaris.
El tractament és individual, cada individu tindrà el seu tractament de forma personalitzada. S'ha de tenir en compte l'edat, tolerabilitat, tractaments prèvis, efectes secundaris i el cost igual a efectivitat.

#### Inhibidiors selectius de recaptació de serotonina) ISRS
El tractament farmacològic del TAG també inclou els fàrmacs antidepressius. En els tractaments de llarga duració es recomana utilitzar antidepressius amb efectes ansiolítics per un millor maneig dels símptomes. Els ISRS són el tractament d'elecció.
Els ISRS més utilitzats són: citalopram, escitalopram, fluoxetina, fluvoxamina, paroxetina i sertralina.
Són fàrmacs que no produeixen interaccions amb altres medicaments ni creen dependència com les benzodizapines. Tot i així, hi ha un parell d'inconvenients. Els primers dies es produeixen els efectes secundaris nàusees, cefalees, increment transitori de l'ansietat, etc.Per aquest motiu, l'inici del tractament serà amb dosis baixes i s'aniran incrementant progressivament. A més a més, l'efecte terapèutic no es produeix fins a 2-3 setmanes després de començar el tractament
En el cas dels ISRS quan el tractament no dona resposta o no és ben tolerat, cal canviar el fàrmac utilitzat. Si en 8- 12 mesos no hi ha hagut una millora de la tolerància o els resultats caldrà buscar un fàrmac amb un mecanisme d'acció diferent.
La teràpia amb antidepressius és un tractament de llarg termini i, la interrupció del tractament s'ha de realitzar de forma progressiva per evitar les recaigudes dels pacients.
Com en el cas dels ansiolítics abans d'iniciar el tractament amb els ISRS cal informar el pacient dels objectius terapèutics del tractament, dels possibles efectes secundaris de la medicació i la durada del tractament.
La dosi de fàrmac serà individual, segons valoració prèvia de la història del pacient, edat, antecedents, tractaments previs, etc.

### Teràpia cognitivo-conductual
Dins del tractament del TAG, juntament amb la teràpia farmacològica, hi ha un vessant molt rellevant que permet tractar de forma focalitzada les idees i pensaments erronis de les persones diagnosticades. La teràpia cognitivo-conductual és essencial en el tractament. Aquesta tracta tant aspectes conductuals com cognitius. Consisteix a intentar canviar tots els pensaments negatius i disminuir les excessives preocupacions que desenvolupen els individus diagnosticats de TAG.
Per una banda, les tècniques conductuals són aquells exercicis en els quals s'exposa la persona aquells factors que li provoquen ansietat. Per altra banda, les tècniques cognitives serveixen per detectar i treballar aquells pensaments disfuncionals. També, permet crear tècniques de defensa o resposta aquells estímuls desencadenants de l'angoixa.
En primer lloc, cal detectar quines són aquelles preocupacions que provoquen més angoixa a l'individu i quins són els estímuls que la desencadenen. A partir d'aquí es podrà iniciar el tractament, de forma concreta i personalitzada, per intentar millorar la qualitat de vida de l'individu i el seu entorn social. És crucial que els pacients s'involucrin totalment en el tractament, d'aquesta manera els objectius es podran aconseguir de forma més ràpida.
La Teràpia cognitivo-conductual té els seus fonaments en la psicologia experimental, les teories d'aprenentatge i les Teories de processament de la informació.